# كليمنت مازيبوكو
كليمنت مازيبوكو (بالإنجليزية: Clement Mazibuko)‏ (16 سبتمبر 1977 ببينوني في جنوب أفريقيا - ) هو لاعب كرة قدم جنوب أفريقي في مركز الوسط. لعب مع ماميلودي صن داونز وتاندا رويال زولو ‏ ونادي بوشبكس.

## روابط خارجية
- كليمنت مازيبوكو على موقع قاعدة بيانات كرة القدم.إي يو (الإنجليزية)
- كليمنت مازيبوكو على موقع ناشيونال فوتبول تيمز (الإنجليزية)